# 산불

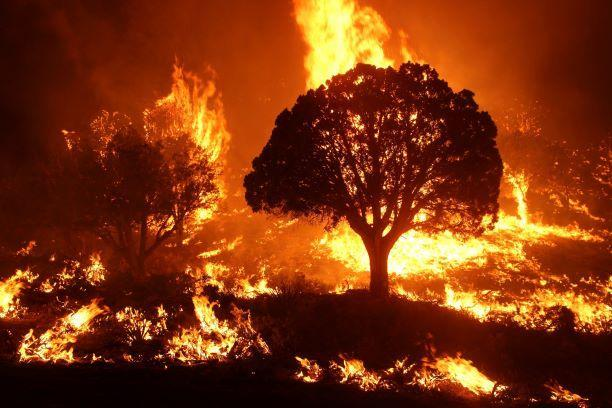
산불은 엄청난 재산피해를 일으키며 인명 피해도 발생할 수 있다. 사진은 2020년 미국 애리조나주에서 발생한 큰불.

산불은 산림에서 일어나는 계획되지 않고 통제되지 않은 화재를 말한다.
산불은 발화 원인, 물리적 특성, 존재하는 가연성 물질, 날씨의 영향 등을 기준으로 분류될 수 있다. 산불의 크기는 산불이 소모하는 연료와 이의 밀집도, 지형, 물리적 환경, 그리고 날씨와 같은 요인의 조합으로 결정된다. 특히, 연료가 많아지는 습기가 많은 시기 이후에 가뭄과 고온이 이어지면 심각한 산불이 발생할 가능성이 높아진다. 이러한 기후 주기는 기후 변화로 인해 더욱 심화되고 있다. 또한, 재정 또는 장비 지원 부족과 같은 방재 조치의 축소나 화재 규모 자체의 거대함으로 인해 산불의 크기와 피해가 커질 수 있다.
산불은 러시아의 시베리아, 미국의 캘리포니아, 캐나다의 브리티시 컬럼비아 및 호주를 포함한 여러 지역에서 자주 일어나는 자연 재해 중 하나이다. 특히, 지중해성 기후 지역이나 타이가 생물군계에 속하는 지역은 산불에 더욱 취약하다. 산불은 인간과 정착지에 심각한 영향을 미칠 수 있으며, 연기와 화재로 인한 직접적인 건강 피해, 재산 파괴(특히 도시와 자연 경계 지역에서), 경제적 손실 등이 그 예이다. 또한 물과 토양 오염 가능성도 존재한다.
하지만 자연적으로 발생하는 산불은 화재와 함께 진화하는 자생 식물, 동물 및 생태계에 오히려 유익한 영향을 미칠 수 있다. 실제로 많은 식물 종은 성장과 번식을 위해 화재의 영향을 필요로 한다. 일부 자연림은 산불에 의존한다. 심각도가 높은 산불은 복잡한 초기 농작물 숲 서식지를 만들 수 있으며, 이는 타지 않은 오래된 숲보다 종의 풍부함과 다양성이 더 높을 수 있다.
전 세계적으로 자연발생 산불의 피해면적에 비해 인간에 의한 산불의 피해면적이 두 배가 될 정도로 인간이 산불에 미치는 영향 또한 더욱 커지고 있다. 여러 영향 중 더 강렬한 폭염과 가뭄를 일으키는 기후 변화는 산불의 심각도를 더욱 높인다. 기후변화로 인해 화재가 더 크게 발생하면, 이산화탄소를 줄여주는 식물들이 더욱 줄어들고 화재에서 발생한 이산화탄소가 대기 중으로 방출되면서 대기의 온실 효과가 더 심해지고 또다시 기후 변화에 기여해 화재 위험도가 더욱 높아지는 악순환이 발생하기 때문이다.

## 원인

### 자연적 원인
사람의 개입 없이 자연적으로 산불이 발화될 수 있는 원인으로는 번개, 화산 폭발, 암석 낙하로 인한 스파크, 나뭇잎 사이의 마찰 등이 있다. 하지만 자연적으로 발생하는 산불은 사람에 의한 산불보다 적다.

### 인위적 원인
인간이 제공하는 산불의 원인으로는 건축물 화재, 성묘객 실화, 담뱃불 실화, 쓰레기 소각, 논·밭두렁 소각, 입산자실화 등이 있다. 열대 지방에서는 건기 동안 화전 방식으로 밭을 개간하는 경우가 많은데 이가 산불을 일으키기도 한다.
중위도 지역에서 산불이 발생하는 가장 일반적인 원인은 불꽃을 발생시키는 장비(전기톱, 분쇄기, 잔디 깎는 기계 등), 가공 전력선, 방화이다. 그러나 2019~20년 호주 산불 시즌에 "독립적인 연구에 따르면 화재에서 방화의 역할을 과장하는 온라인 봇과 트롤이 발견되었다." 2023년 캐나다 산불에서는 방화에 대한 허위 주장이 소셜 미디어에서 인기를 끌었다. 그러나 일반적으로 방화는 캐나다 산불의 주요 원인이 아니다. 캘리포니아에서는 일반적으로 연간 산불의 6~10%가 방화이다. 방화는 사람이 일으킨 화재의 20% 이상을 차지할 수 있다.
석탄층 화재는 뉴사우스웨일즈 주 버닝마운틴(Burning Mountain)과 같이 전 세계적으로 수천 건에 달한다. 펜실베니아주 센트레일리아; 중국에서는 석탄으로 인한 화재가 여러 차례 발생했다. 또한 예기치 않게 폭발하여 근처의 가연성 물질을 발화시킬 수도 있다.
- 등산 중 담배 등 화력이 있는 물질이 산림에 옮겨붙어 발생한다.
- 논이나 밭두렁, 쓰레기 소각하다가 불씨가 산림으로 옮겨가면서 발생한다.
- 주택가에서 발생한 화재가 산림에 옮겨붙어 발생한다.
- 휘발유, 라이터 같은 인화물질을 사용해서 산에 화재가 발생한다.

대한민국 산림청에 따르면 2013년부터 2023년까지의 산불의 원인 중 '입산자 실화'가 32.9%로 가장 많았으며, 그 다음 '쓰레기 소각'이 12.6%, '논‧밭두렁 소각'이 11.9%로 전체 산불의 절반 이상이 인위적 요인에 의해 발생하는 것을 알 수 있다. 이 원인 외에도 '담뱃불 실화'가 6.0%, '건축물 화재'가 5.9%, '성묘객 실화'가 3.1%인 것으로 나타났다.

## 발생

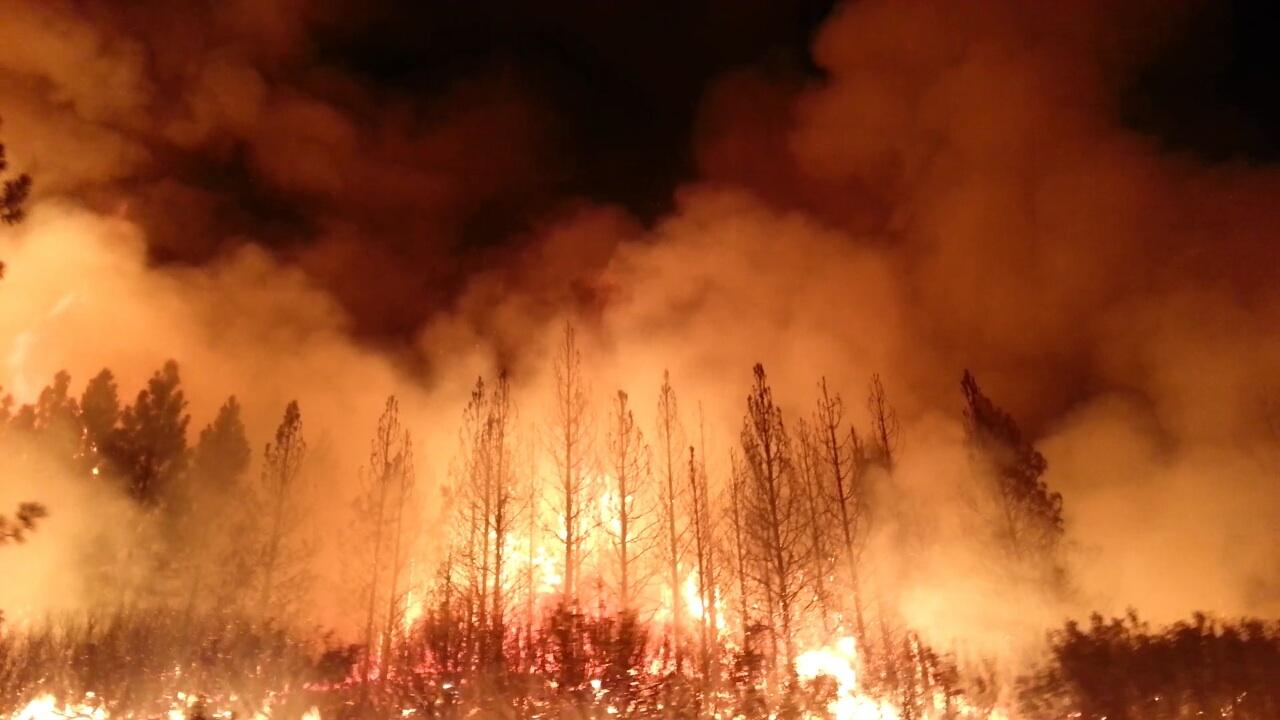
2013년 미국 요세미티 국립공원에서 발생한 산불. 이른바 림 파이어 (Rim Fire)로 불리는 이 큰불로 총 1000km²에 달하는 산림지대가 불에 탔다.

### 발생 유형
- 지중화(地中火) : 땅속의 부식층(腐植層)을 태운다.
- 지표화(地表火) : 지표에 있는 잡초·관목·낙엽 등을 태운다.
- 수관화(樹冠火) : 서 있는 나무의 가지와 잎을 태운다.
- 수간화(樹幹火) : 서 있는 나무의 줄기를 태운다.[22]

### 지역별 상황
- 대한민국에서는 특히 건조한 시기인 4월 초, 11월 초 등에 자주 일어난다. 푄 현상 양간지풍으로 산불이 강해지기도 한다. 봄철에 특히 산불 위험성이 높은 것도 이 때문이다.
- 미국에 있는 캘리포니아주는 거의 해마다 많은 산불이 발생해서 많은 사람들이 피해를 입는다.
- 일본은 지형 특성상 강수 다우 지대임에도 불구, 산불이 발생되는 경우는 대한민국이나 북한과 달리 덜 일어나게 되는 것이 일반적이지만, 큰 산불은 1970년대에도 몇 차례 발생된 경우도 있어 지역에 따라 동계 건조 지역이 있는 일부 내륙현에서만 산불이 자주 발생된 경우는 드물지만, 1971년 4월 27일 오전 11시 10분 즈음에 발생되었던 일본 최대의 산불인 구레시 산불이 대표적인 사건으로 손꼽히고 있다.
- 오스트레일리아에서는 덥고 건조한 기후와 유칼립투스 나무가 많이 분포한 숲 때문에 들불이 많이 발생한다.

## 역사
산불의 첫 번째 증거는 실루리아기(약 4억 3천만년 전)의 것으로 추정되는 웨일스 남부와 폴란드에서 발견된 숯으로 보존된 거대한 곰팡이인 프로토탁사이트(Prototaxites)의 화석이다. 연기가 나는 표면 화재는 4억 5백만년 전 초기 데본기 이전 어느 시점에 발생하기 시작했다. 데본기 중기와 후기의 낮은 대기 산소는 숯의 풍부함 감소를 동반했다. 추가적인 숯 증거는 화재가 석탄기 기간 동안 계속되었음을 암시한다. 나중에 데본기 후기의 13%에서 페름기 후기의 30~31%로 대기 산소의 전체 증가는 산불의 확산을 동반했다. 나중에 페름기 후기부터 트라이아스기까지 산불과 관련된 숯 퇴적물이 감소한 것은 산소 수준의 감소로 설명된다.
고생대와 중생대 기간의 산불은 현대에 발생하는 화재와 유사한 패턴을 따랐다. 건기에 의해 발생하는 표면 화재는 데본기와 석탄기의 전식물 숲에서 분명하게 나타난다. 석탄기 시대로 거슬러 올라가는 나비목 숲에는 봉우리가 까맣게 타서 왕관 화재의 증거가 있다. 쥐라기 겉씨식물 숲에서는 고주파, 가벼운 표면 화재의 증거가 있다. 제3기 후반에 산불 활동이 증가한 것은 아마도 C4형 잔디의 증가 때문일 것이다. 이 풀들이 더 위생적인 서식지로 이동함에 따라 높은 가연성으로 인해 화재 빈도가 증가하여 삼림 지대보다 초원이 조성되었다. 그러나 화재가 발생하기 쉬운 서식지는 화재를 견디고 발열을 사용하는 두꺼운 껍질을 가진 유칼립투스, 피누스 및 세쿼이아 속의 나무와 같은 나무가 눈에 띄는 데 기여했을 수 있다.

### 인간이 수반된 산불
구석기 시대와 중석기 시대에 인간이 농업과 사냥 목적으로 불을 사용하면서 기존의 풍경과 불 체계가 바뀌었다. 삼림지대는 여행, 사냥, 종자 수집 및 심기를 용이하게 하는 더 작은 식물로 점차 대체되었다. 기록된 인류 역사에서 성경과 호머와 같은 고전 작가들은 산불에 대해 사소한 암시를 언급했다. 그러나 고대 히브리어, 그리스, 로마 작가들은 화재에 대해 알고는 있었지만 산불이 발생한 미개척지에 대해서는 별로 관심이 없었다. 산불은 인류 역사 전반에 걸쳐 초기 열병기로서 전투에서 사용되었다. 
중세 유럽에서는 직업상 화형뿐 아니라 불 사용에 관한 관습과 법률에 대한 기록이 기록되었다. 독일에서는 1290년 오덴발트(Odenwald)와 1344년 슈바르츠발트에서 정기적인 방화 사건이 기록되었다. 14세기 사르데냐에서는 산불 예방을 위해 방화벽을 사용했다. 1550년대 스페인에서는 이동에 사용되는 불의 유해한 영향으로 인해 펠리페 2세가 특정 지방에서 양 사육을 금지했다. 17세기 초 아메리카 원주민이 경작, 신호, 전쟁 등 다양한 목적으로 불을 사용하는 것이 관찰되었다. 스코틀랜드의 식물학자 데이비드 더글러스(David Douglas)는 담배 재배에 불을 사용하고, 사냥 목적으로 사슴을 더 작은 지역으로 이동시키고, 꿀과 메뚜기 채집을 개선하기 위해 사용했다고 언급했다. 중앙아메리카 태평양 연안의 퇴적층에서 발견된 숯은 식민지 시대 이후보다 스페인 식민지 시대 이전 50년에 더 많은 연소가 발생했음을 시사한다. 제2차 세계 대전 이후 발트해 지역에서는 사회 경제적 변화로 인해 공기 질 기준이 더욱 엄격해지고 화재 금지로 인해 전통적인 연소 관행이 사라졌다. 19세기 중반, HMS 비글호의 탐험가들은 호주 원주민들이 땅 개간, 사냥, 나중에 불막대 농업으로 명명된 방법으로 식물성 식품 재생을 위해 불을 사용하는 것을 관찰했다. 이러한 신중한 불 사용은 생물 다양성을 장려하기 위해 카카두 국립공원에 의해 보호되는 땅에서 수세기 동안 사용되어 왔다.
산불은 일반적으로 기온이 상승하고 가뭄이 심한 기간에 발생한다. 옐로스톤 국립공원 북동부의 충적 선상지층에서 화재 관련 토석류의 증가는 중세 온난기와 일치하는 서기 1050년~1200년 사이의 기간과 연관되어 있다. 그러나 인간의 영향으로 인해 화재 빈도가 증가했다. 핀란드의 연대표적 화재 흉터 데이터와 숯층 데이터는 심각한 가뭄 상황에서 많은 화재가 발생했지만 기원전 850년과 서기 1660년 동안 화재 건수가 증가한 것은 인간의 영향에 기인할 수 있음을 시사한다. 아메리카 대륙의 숯 증거에 따르면 서기 1년부터 1750년 사이에 전년도에 비해 산불이 전반적으로 감소한 것으로 나타났다. 그러나 1750년에서 1870년 사이에 화재 빈도가 증가한 기간은 인구 증가와 토지 개간 관행과 같은 영향으로 인해 북미와 아시아의 숯 데이터에 의해 제안되었다. 이 기간 이후 20세기에는 농업 확장, 가축 방목 증가, 화재 예방 노력으로 인해 연소가 전반적으로 감소했다. 메타 분석에 따르면 1800년 이전 캘리포니아에서는 최근 수십 년에 비해 연간 17배 더 많은 토지가 연소된 것으로 나타났다(연간 102,000헥타르 대비 연간 1,800,000헥타르).
사이언스 저널에 발표된 논문에 따르면, 1998년부터 2015년 사이 자연 및 인간에 의한 화재 건수는 24.3% 감소했다. 연구자들은 이를 유목 생활에서 정착 생활 방식으로의 전환과 농업 집약화로 인해 인구가 감소한 것으로 설명한다. 토지 개간을 위해 불을 사용한다.
특정 나무 종(즉, 낙엽수)보다 특정 나무 종(즉, 침엽수)의 증가는 산불 위험을 증가시킬 수 있으며, 특히 이러한 나무가 단일 재배로 식재되는 경우 인간에 의해 옮겨진 일부 침입종(예: 펄프 및 제지 산업)은 어떤 경우에는 산불의 강도도 증가했다. 예로는 캘리포니아의 유칼립투스, 호주의 감바풀과 같은 종이 있다.

## 사례

### 대한민국
- 2019년 부산 산불
- 2019년 대전 산불
- 2019년 강원도 산불
- 2020년 춘천 산불
- 2020년 인천 산불
- 2020년 안동 산불
- 2020년 고성 산불
- 2022년 울진-삼척 산불
- 2025년 3월 대한민국 산불
- 2025년 인제 산불: 2025년 4월 26일 오후 1시 18분경에 강원도 인제군 상남면 하남리 인근 야산에서 발생한 산불로[23] 약 20시간 만에 대부분 꺼졌다.[24] 산불영향 구역은 69㏊으로 추정된다[24]
- 2025년 대구 북구 산불
- 2025년 고령 운수면 산불

### 해외
- 구레시 산불

- 2025년 1월 캘리포니아주 남부 산불

- 2019년 영국 산불

- 2019년-2020년 오스트레일리아 산불

## 같이 보기
- 방화선
- 산불 진압